# Capilla del Arte
La Capilla del Arte es un espacio cultural de la Universidad de las Américas Puebla (UDLAP), ubicado en el Centro Histórico de la ciudad de Puebla, México. Se abrió al público en octubre de 2009, en el antiguo edificio de Las Fábricas de Francia, otorgado en comodato por la Fundación Mary Street Jenkins. El espacio incluye una galería de arte contemporáneo, un foro artístico y un mini espacio de lectura.
Fue inaugurada con la exposición Las implicaciones de la imagen, compuesta por más de 80 piezas de artistas extranjeros y mexicanos como Gabriel Orozco, Abraham Cruzvillegas, Daniela Rosell y Teresa Margolles. Para su quinto aniversario, en octubre de 2014, inauguró la exposición La Ruptura y sus antecedentes con obras de la llamada Generación de la Ruptura del arte mexicano, así como piezas de los muralistas mexicanos, Diego Rivera, José Clemente Orozco y David Alfaro Siqueiros.

## Espacios
Ofrece tres distintos espacios o áreas: una galería, dedicada principalmente al arte contemporáneo o arte actual; un foro artístico; y un área de lectura con títulos de distintos autores y temas, como de la escritora mexicana Elena Poniatowska

## Adopta y Adapta
Adopta y Adapta (también escrito como AD/OPTA & ADAPTA) fue un programa de reinterpretación multidisciplinaria que Capilla del Arte operó de 2012 a 2017 en donde el público en general era invitado a relacionarse con las obras de las exposiciones temporales del espacio y presentar una propuesta creativa alrededor de éstas.
La primera edición ocurrió en junio de 2012, teniendo como base la muestra "Migración, el otro 5 de mayo" del estudio de diseño y comunicación visual Abracadabra. La pieza seleccionada para que el público la reinterpretara fue Los Invisibles. La décima y última convocatoria fue lanzada en febrero de 2010 tomando como base ciertas piezas seleccionadas de la exposición Post Neo Mexicanismos curada por Willy Kautz y con obras pertenecientes a la colección del Espacio de Arte Contemporáneo (ESPAC)

## Exposiciones
La primera muestra de arte contemporáneo o arte actual que ofreció Capilla del Arte UDLAP llevó por título Las implicaciones de la imagen la cual incluía más de 80 piezas de artistas extranjeros y mexicanos de la Colección CIAC, con curaduría de Taiyana Pimentel. En palabras de Pedro Ocejo Tarno, entonces director del Instituto Municipal de Arte y Cultura de Puebla (IMACP), institución co-organizadora de la exposición, esta retomaba “a la muerte con violencia, a lo marginal, al castigo y al consumismo como temáticas para realizar críticas a las estrategias creadas por las sociedades del mundo con el fin de ejercer el poder y la dominación”. Desde entonces, la galería recibe una muestra distinta cada tres meses aproximadamente en lo que se denominan temporadas culturales: Primavera, Verano y Otoño.
Hasta la fecha, la Capilla del Arte ha presentado las siguientes exposiciones:
| Nombre de la exposición                                        | Temporada      | Periodo de exhibición                           | Artista o artistas | Curaduría                                                                                               | Colección o colecciones                                                                                 | Temática | Tipo de piezas |
| -------------------------------------------------------------- | -------------- | ----------------------------------------------- | --- | --- | --- | --- | --- |
| Ensayo museográfico núm. 2: de lo moderno a lo contemporáneo   | Verano 2016    | 21 de junio a 4 de septiembre de 2016           | Félix Candela, Rufino Tamayo, Colectivo Claire Fontaine, Theodoros Stamos, David Smith, Giuseppe Rivadossi, Willem De Kooning, Mark Rothko, Peter Fischli & David Weiss (Fischli/Weiss), Luisa Lambri, René Magritte, Pablo Picasso, Carlos Mérida, Pedro Reyes, Christo, Manuel Álvarez Bravo. | Colección Museo Tamayo                                                                                  | Exploración del espacio / Convivencia de obras modernas y contemporáneas del Museo Tamayo.              | Pintura, boceto, escultura, instalación, tapiz, fotografía y dibujo.                                                 | |
| Vicente Rojo: Escrito/Pintado                                  | Primavera 2016 | 19 de febrero al 5 de mayo de 2016              | Vicente Rojo | Cuauhtémoc Medina y Amanda de la Garza, con colaboración especial de Marina Garone.                     | Colección del artista                                                                                   | 50 años como editor, diseñador y artista de Vicente Rojo                                                             | Libros, arte objeto, pintura, gráfica, escultura, maquetas, juegos de mesa, instalación |
| Arte/sano ÷ artistas 3.0                                       | Otoño 2015     | 6 de septiembre de 2015 a 1° de febrero de 2016 | Artistas, diseñadores, arquitectos y artesanos convocados por el MAP entre los que se encontraban Pedro Friedeberg, Rolando Rojas, Maribel Portela, Diana Salazar, Mara Silva, Pedro Reyes, Emiliano Godoy, Ariel Rojo, Ceso 732 y Santos Rojas | Museo de arte popular (MAP)                                                                             | Colección de los artistas y del MAP                                                                     | Vincular genio y habilidad de artesanos y artistas                                                                   | Escultura, instalación, video, papel amate, vidrio soplado, talla en madera, talavera, pintura. |
| El hilo de la vida. Bordados 1994-2015                         | Verano 2015    | 27 de mayo a 6 de septiembre de 2015            | Carlos Arturo Arias Vicuña (Carlos Arias) (Santiago de Chile, 1964) | Cuauhtémoc Medina                                                                                       | Artista, coleccionistas privados y Colección de Arte UDLAP                                              | Producción en bordado de Arias.                                                                                      | Bordados y bordados sobre tela |
| 75 años-75 artistas: selección conmemorativa                   | Primavera 2015 | 10 de febrero a 10 de mayo de 2015              | Rufino Tamayo, Francisco Toledo, Vicente Rojo, Luis Nishizawa, Jan Hendrix, Joy Laville, Carlos Arias, José Lazcarro, José Bayro, Dulce Pinzón. | Dirección de Espacios Culturales y Patrimonio Artístico de la UDLAP                                     | Colección de Arte UDLAP                                                                                 | Obras emblemáticas de la Colección de Arte UDLAP                                                                     | Pintura, gráfica, escultura, talavera contemporánea, medios alternativos (videoarte e instalación) y fotografía. |
| La Ruptura y sus antecedentes                                  | Otoño 2014     | 9 de octubre de 2014 a 18 de enero de 2015      | Los muralistas David Alfaro Siqueiros, Diego Rivera y José Clemente Orozco. Los artistas "de la transición": Carlos Mérida, Juan Soriano, Mathias Goeritz y Rufino Tamayo. Los rupturistas: Alberto Gironella, Arnaldo Coen, Brian Nissen, Enrique Echeverría, Fernando García Ponce, Francisco Toledo, Gabriel Ramírez, Gilberto Aceves Navarro, Gunther Gerzso, José Luis Cuevas, Kazuya Sakai, Lilia Carrillo, Manuel Felguérez, Pedro Coronel, Rodolfo Nieto, Roger Von Guten, Tomás Parra, Vicente Rojo y Vlady. | Lelia Driben                                                                                            | Colección del Museo de Arte Moderno (MAM) del DF y piezas de la Colección de Arte UDLAP                 | La llamada Generación de la Ruptura dentro del arte mexicano del siglo XX y el movimiento muralista como antecedente | Pintura, gráfica, escultura, arte textil. |
| Historias de día                                               | Verano 2014    | 8 de mayo a 31 de agosto de 2014                | Abelardo Favela (México) | Raúl de la Torre                                                                                        | Colección del artista, Fundación Mary Street Jenkins, Colección de Arte UDLAP y coleccionistas privados | Retrospectiva de más de 30 años del artista                                                                          | Pinturas, grabados, esculturas, bocetos y libros de bocetos |
| Cuerpo arquitectónico                                          | Primavera 2014 | 13 de febrero a 27 de abril de 2014             | Adriana Martínez (EUA), Alberto Ibáñez (México), Alejandro Osorio (México), Alfonso Vega (México), Álvaro Santiago (México), Baruch Vergara (México), Daniel Lara (México), Gastón de Gyves (México), Gerda Gruber (Checoslovaquia), Gilberto Aceves Navarro (México), Héctor Falcón (México), Heriberto Juárez (México), Joaquín Conde (México), José Luis Cuevas (México), José Villalobos (México), Luis López Loza (México), Manuel Felguérez (México), Maris Bustamante (México), Miriam Medrez (México), Mónica Castillo (México), Patricia Fabre (México), Per Anderson (Suecia), Perla Schwartz (México), Rodolfo Morales (México), Sergio Hernández (México), Víctor Blanco (México) | Comité curatorial Dirección de Espacios Culturales y Patrimonio Artístico de la UDLAP                   | Colección de Arte UDLAP                                                                                 | El cuerpo humano y su naturaleza arquitectónica                                                                      | Escultura, fotografía, grabado, pintura. |
| Ejemplos a seguir: exploraciones en estética y sustentabilidad | Otoño 2013     | 18 de octubre de 2013 a 19 de enero de 2014     | Ravi Agarwai (India), Jennifer Allora & Guillermo Calzadilla (EUA, Cuba), Francis Alÿs (Bélgi-a/México), Néle Azevedo (Brasil), Aziza Alaoui (Marruecos-México), Joseph Beuys (Alemania), Richard Box (Gran Bretaña), Ines Doujak (Austria), Olafur Eliasson (Dinamarca), Emiliano Godoy (México), Dionisio González (España), Sonia Guggisberg (Brasil), Hermann Josef Hack (Alemania), Ilkka Halso (Finlandia), Cornelia Hesse-Honegger (Suiza), Vincent J.F. Huang (China), Folke Köbberling & Martin Kaltwasser (Alemania), Christian Kuhtz (Alemania), Christin Lahr (Alemania), Antal Lakner (Hungría), Till Leeser (Alemania), Sarah Lewison (EUA), Marlen Liebau (Alemania), Gustavo Lipkau (México), Ma Yongfeng (China), Rudolf de Lippe (Alemania), Petra Maitz (Austria), Renzo Martens (Holanda), Ayumi Matzusaka (Japón), Manish Nai (India), Dan Peterman (EUA), Clement Price-Thomas (EUA), Dodi Reifenberg (Israel-Alemania), Pedro Reyes (México), Ariel Rojo (México), Gustavo Romano (Argentina), Michael Saup (Alemania), Ursula Schulz-Dornburg (Alemania), Dina Shenhav (Israel), David Smithson (EUA), Robert Smithson (EUA), Superflex (Dinamarca), Jakub Szczesny (Polonia), The Yes Men (EUA), Maria Vedder (Alemania), Wang Jiulang (China), Xing Danwen (China), Yang Shaobin (China) | Adrienne Goehler (Alemania)                                                                             | Zur Nachahmung empfohlen! Expeditionen in Ästhetik und Nachhaltigkeit                                   | La sustentabilidad más allá de lo ambiental / La colaboración de las artes y las ciencias                            | Video, video-instalación, instalación, fotografía, artefactos, arte-objeto, intervenciones en sitio |
| Cuerpo ausencia: hilvanando identidades                        | Verano 2013    | 30 de mayo al 4 de agosto de 2013               | Miriam Medrez (México) | Capilla del Arte UDLAP: series "Zurciendo", "Lo que tus ojos no alcanzan a ver" y "Vestidos invertidos" | Colección de la artista                                                                                 | La identidad femenina                                                                                                | Esculturas en tela |
| Intersección cuatro                                            | Primavera 2013 | 7 de febrero a 5 de mayo de 2013                | Joaquín Conde (México), Antonio Álvarez (México), Carlos Arias (Chile-México), Sergio González Angulo (México) | Capilla del Arte UDLAP                                                                                  | Colección de los artistas                                                                               | El cuerpo humano | Escultura, pintura, collage, fotografía, video-instalación |
| Lubok. Gráfica contemporánea y libros de artistas de Leipzig   | Otoño 2012     | 6 de septiembre de 2012 a 6 de enero de 2013    | Alemania: Benjamin Badock, Tilo Baumgärtel, André Butzer, Benjamin Dittrich, Christoph Feist, Karl-Georg Hirsch, Marcel Hüppauff, Katharina Immekus, Gabriela Jolowicz, Oliver Kossack, Rosa Loy, Wolfgang Mattheuer, Jirka Pfahl, Volker Pfüller, Neo Rauch, Johannes Rochhausen, Christoph Ruckhäberle, Stefanie Schilling, David Schnell, Jens Schubert, Sebastian Speckmann, Katrin Stangl, Stefan Stößel, Matthias Weischer / Dinamarca: Alexander Tovborg / Israel: Tal R / Suecia: Johannes Eckardt | Lubok Verlag (editorial alemana)                                                                        | Lubok Verlag                                                                                            | Varios | Gráfica: linografía, xilografía, aguafuerte, aguatinta, litografía |
| Migración: El otro 5 de mayo                                   | Verano 2012    | 24 de abril a 29 de julio de 2012               | Colectivo Abracadabra | Capilla del Arte UDLAP                                                                                  | Colectivo Abracadabra                                                                                   | La migración mexicana en EUA en el siglo XXI                                                                         | Instalación y video |
| Puebla sitiada. Puebla heroica                                 | Verano 2012    | 3 de mayo a 29 de julio de 2012                 | John O'Leary (fotografía contemporánea) | Francisco Pérez de Salazar Verea                                                                        | The Hispanic Society of America                                                                         | Pasado y presente del sitio francés de 1863 a Puebla                                                                 | Fotografía de época (1863) y fotografía contemporánea (2012) |
| Libros de artista                                              | Verano 2012    | 21 de junio a 29 de julio de 2012               | Piezas con obra plásticas y textos de: José Luis Cuevas (México), Manuel Felguérez, Francisco Toledo, Vicente Rojo (España-México), Eduardo Matos Moctezuma, Patricia Quintana, Yani Pecannins, Raymundo Sesma, Magali Lara, Gloria Gervitz, José Miguel Ullán, Gabriel Macotela, Verónica Volkow, Enrique Márquez, Marcelo Ebrard, Leonora Carrington, Guillermo Aceves Navarro, Brian Nissen, Alan Glass, Breyten Breytenbach, Naomi Siegmann, Francis Bacon, Alberto Blanco, Carlos Oquendo de Amat, Lawrece G. Van Velzer, Guillermo Gómez Peña, Yves Peryre, José Montoya, Peter Koch | Fundación Codex México                                                                                  | The Codex Foundation y Universidad de Stanford                                                          | El libro de artista en el siglo XXI                                                                                  | Libros de artista |
| Nube negra.Desvelar-Desenterrar-Desocultar                     | Primavera 2012 | 5 de febrero a 15 de abril de 2012              | Arturo Hernández Alcázar (pieza principal Nube negra: recesión del capital), Carlos Arias (Chile-México), Jan Hendrix (Holanda), Sergio González Angulo (México), José Lazcarro (México), Alberto Ibañez Cerda (México), Mónica Castillo (México), Alejandro Osorio (México), Edna Pallares (México), Víctor Solanas (México) y Ricardo Regazzoni (México). | Gustavo Ramírez (México)                                                                                | Colección de Arte UDLAP y colección del artista (Arturo Hernández Alcázar)                              | La dependencia económica hacia el petróleo                                                                           | Nube negra: recesión del capital: Instalación de casi 600 objetos recuperados de las explosiones del 19 de diciembre de 2010 en San Martín Texmelucan, Puebla (México); escultura, talavera, fotografía, técnicas mixtas. |

## Así lo dijo Duchamp
A finales de 2013, Capilla del Arte inició las transmisiones semanales de su programa Así lo dijo Duchamp a través de la estación de la universidad pública del estado de Puebla, Radio BUAP, con el objetivo de informar sobre sus actividades, así como promover lo que sucede en la escena artística y cultural de Puebla, principalmente.
El proyecto inicial tenía por nombre Los amigos del arte, título que fue rápidamente descartado por "ingenuo y sobre-explicativo". Eventualmente la figura de Marcel Duchamp fue escogida por su importancia para el arte contemporáneo; la intención era que el radioescucha fuera atraído ya sea por el peso del artista o, de no conocerlo, por la extrañeza de su nombre.
En agosto de 2016, Así lo dijo Duchamp transmitió su segundo programa especial, transformándose en "Talavera cultural", revista cultural ficticia que se habría transmitido en la radio comercial poblana en la década de 1980. Producido en el marco de la exposición Ensayo museográfico #2, montada en Capilla del Arte y con piezas del Museo Tamayo, esa supuesta emisión de "Talavera cultural" tenía como tema principal la re-inauguración del mencionado museo, y la trayectoria e importancia de su fundador, el artista oaxaqueño Rufino Tamayo.

## Galería

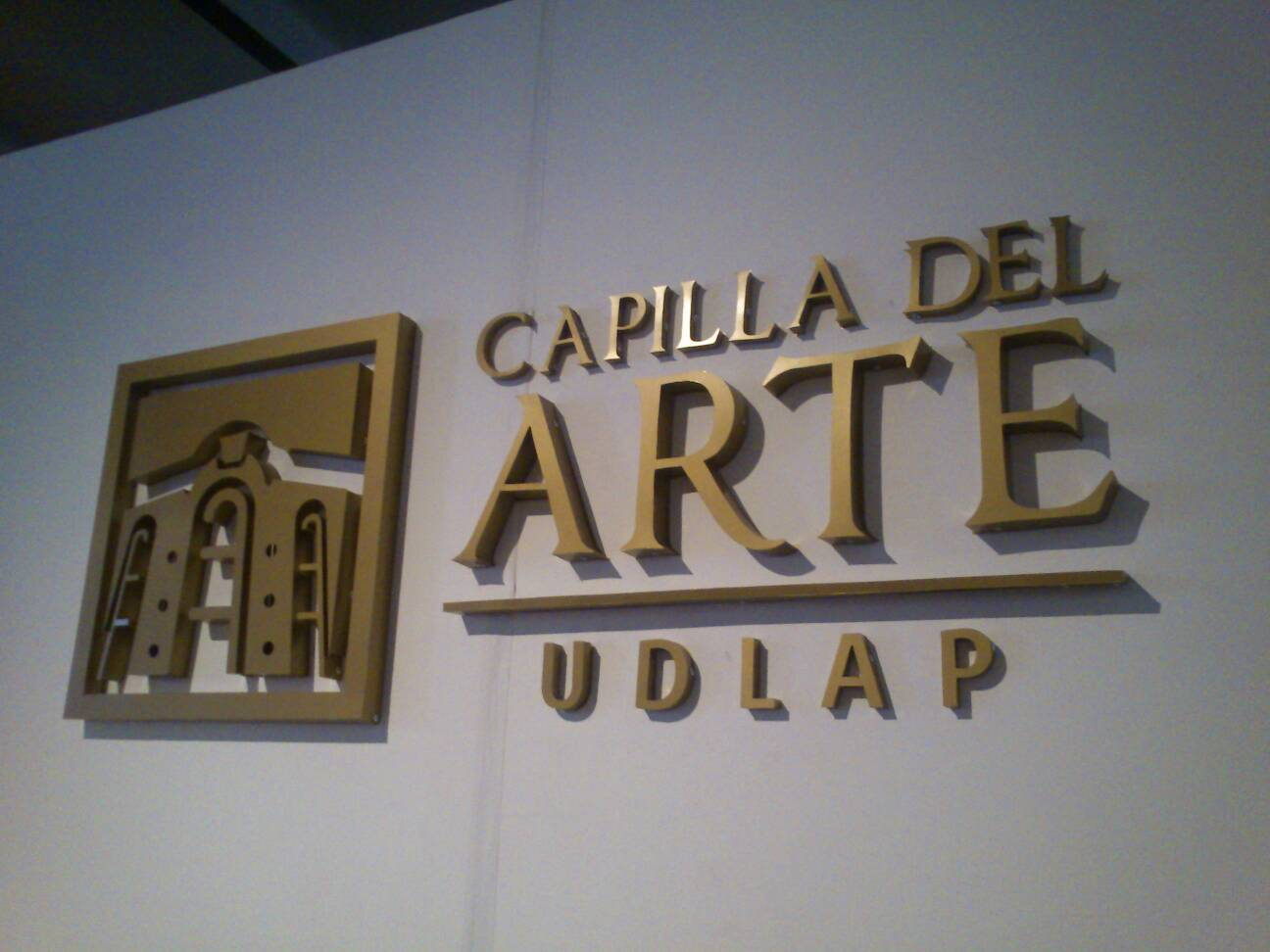
Logotipo de la Capilla del Arte de la Universidad de las Américas Puebla
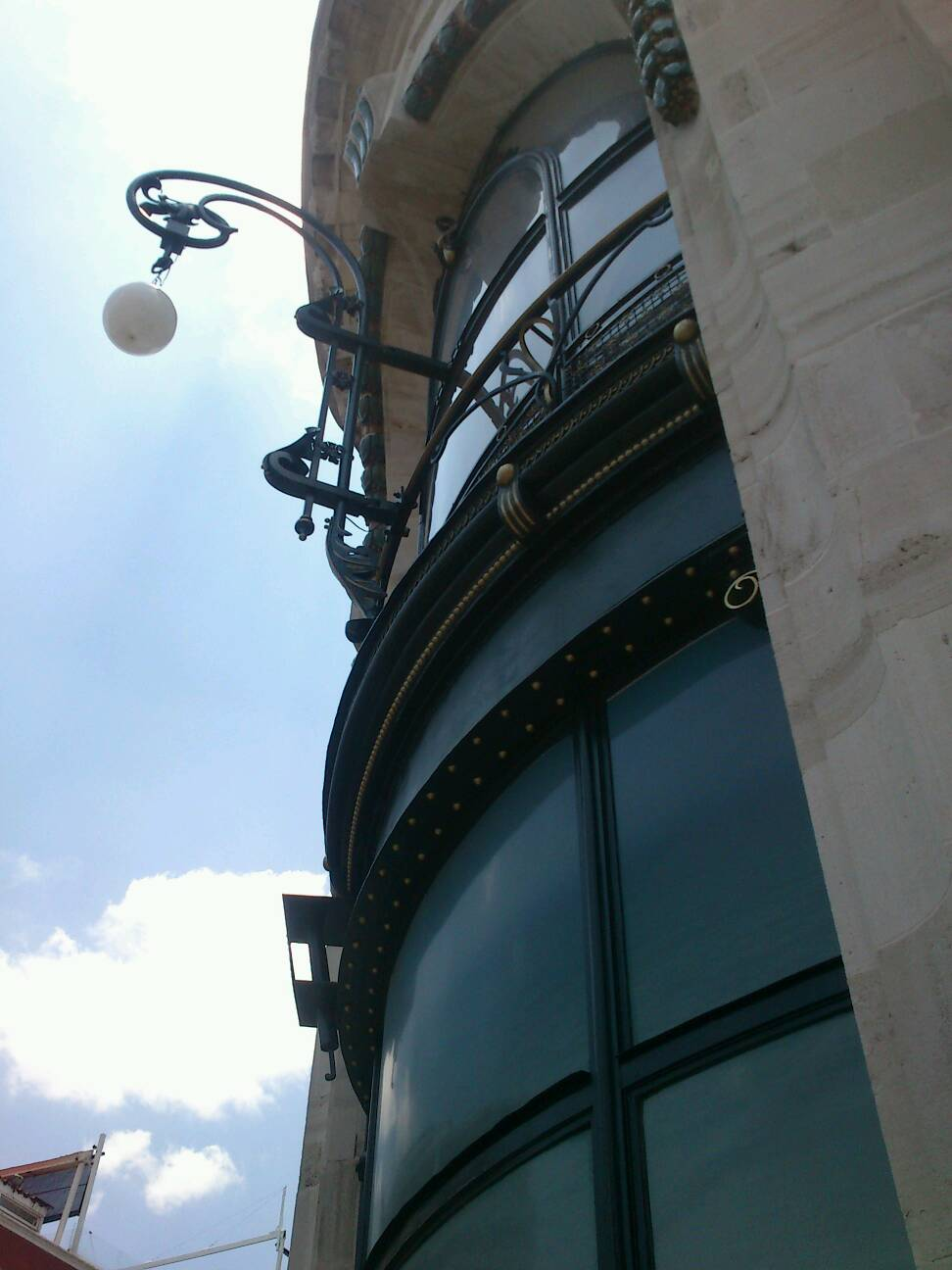
Fachada de la Capilla del Arte
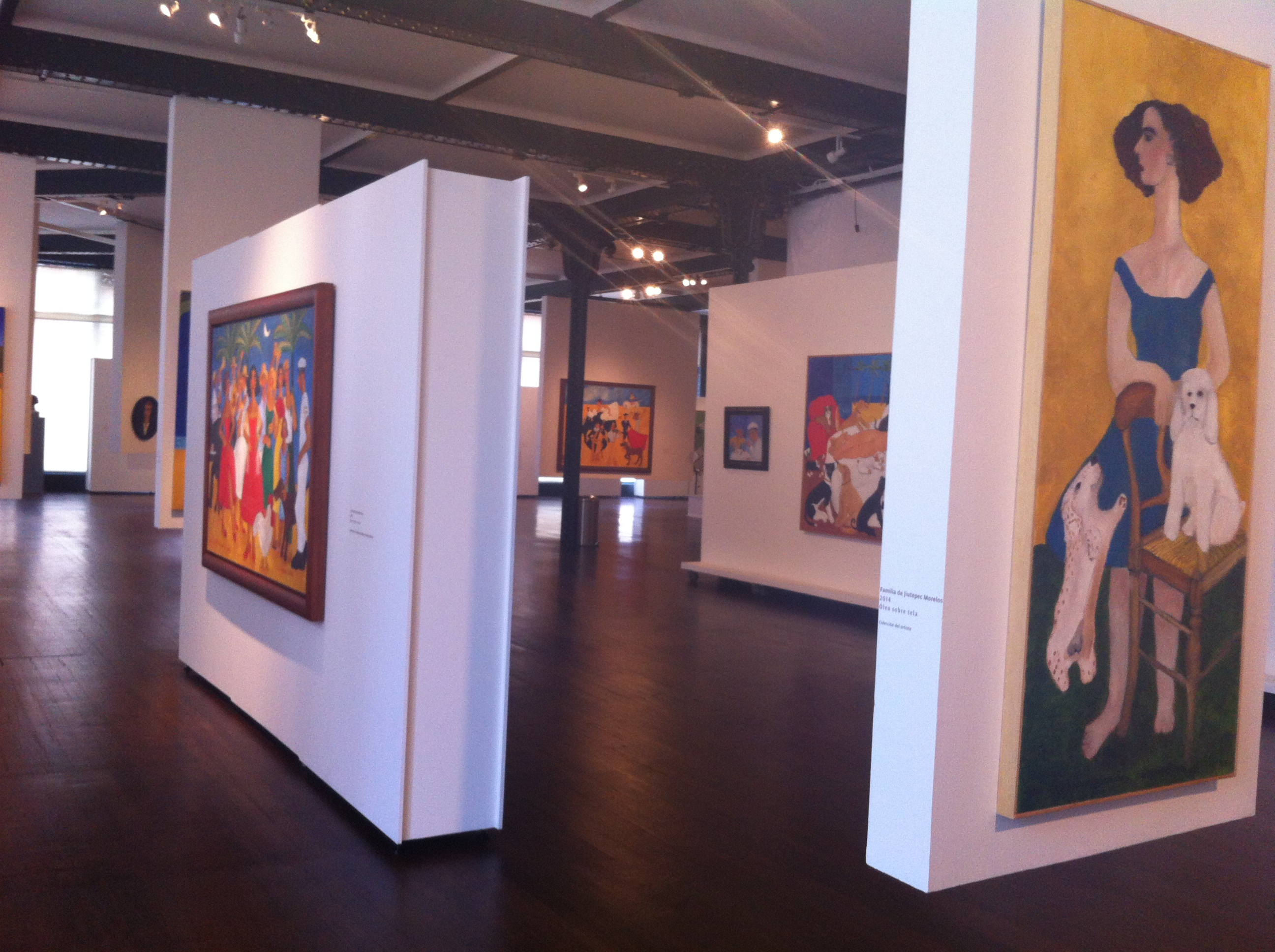
Galería de Capilla del Arte de la Universidad de las Américas Puebla
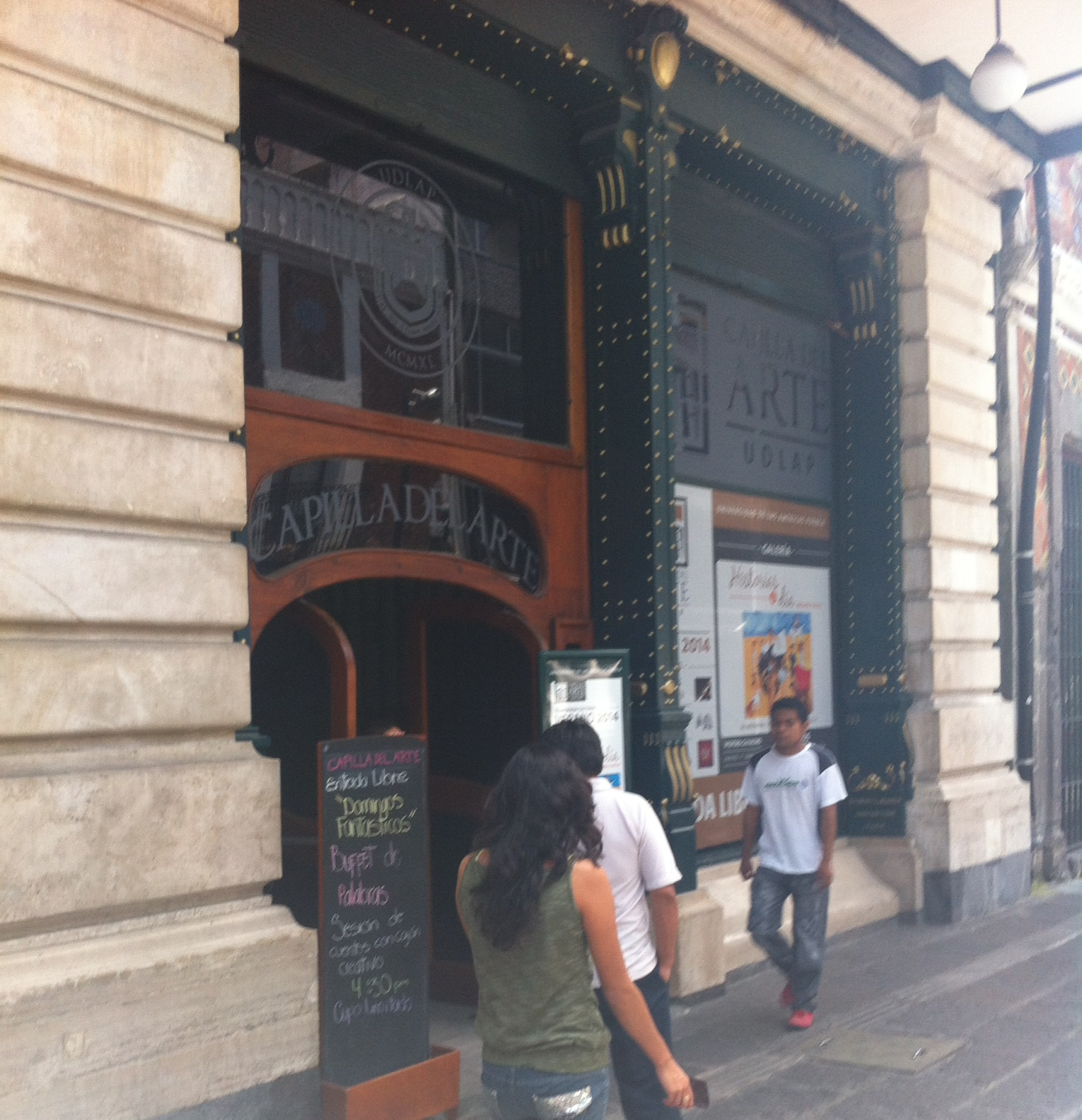
Acceso principal de la Capilla del Arte de la Universidad de las Américas Puebla
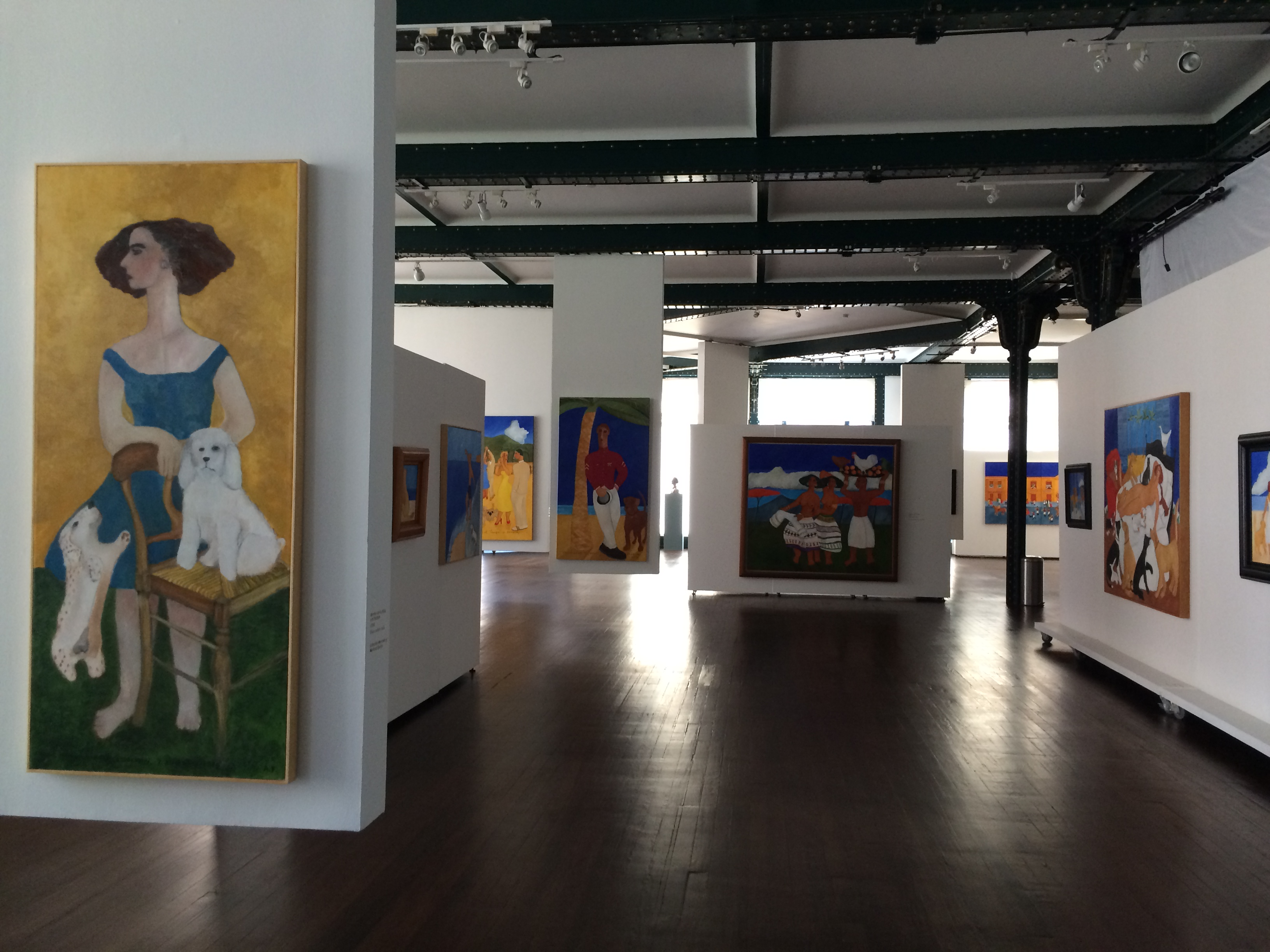
Exposición en Capilla del Arte UDLAP
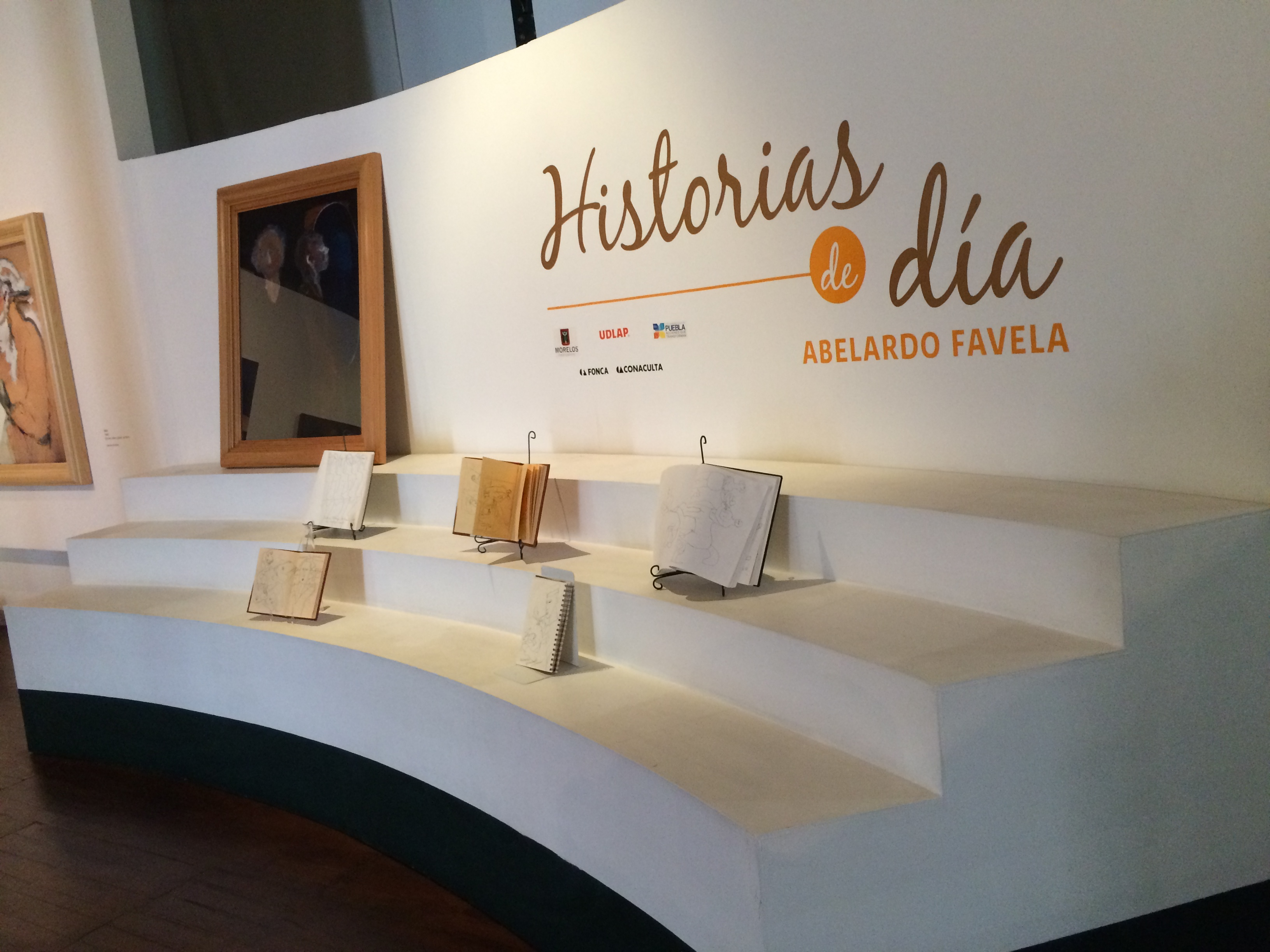
Exposición Verano 2014 Capilla del Arte UDLAP
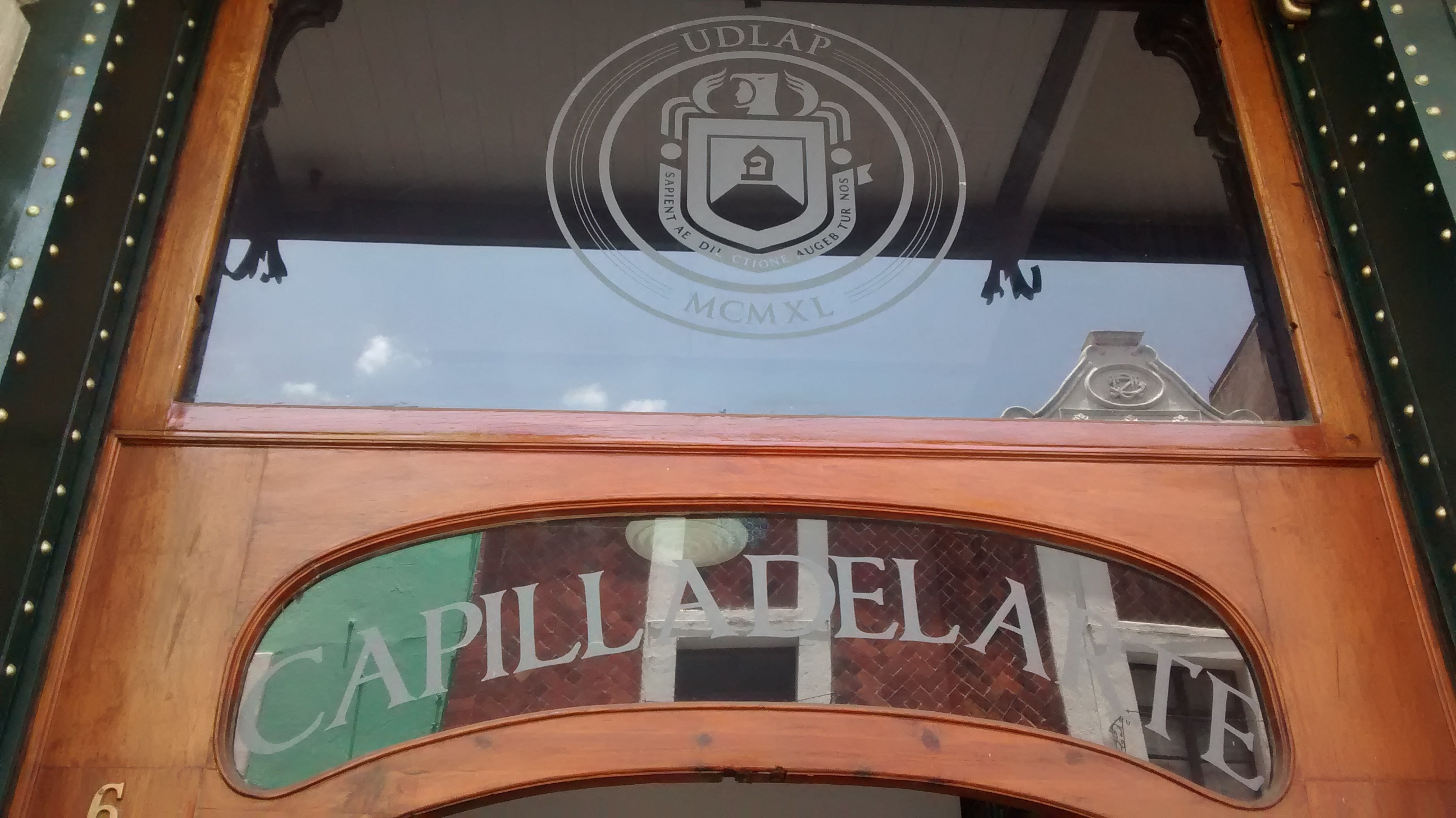
Entrada de Capilla del Arte UDLAP
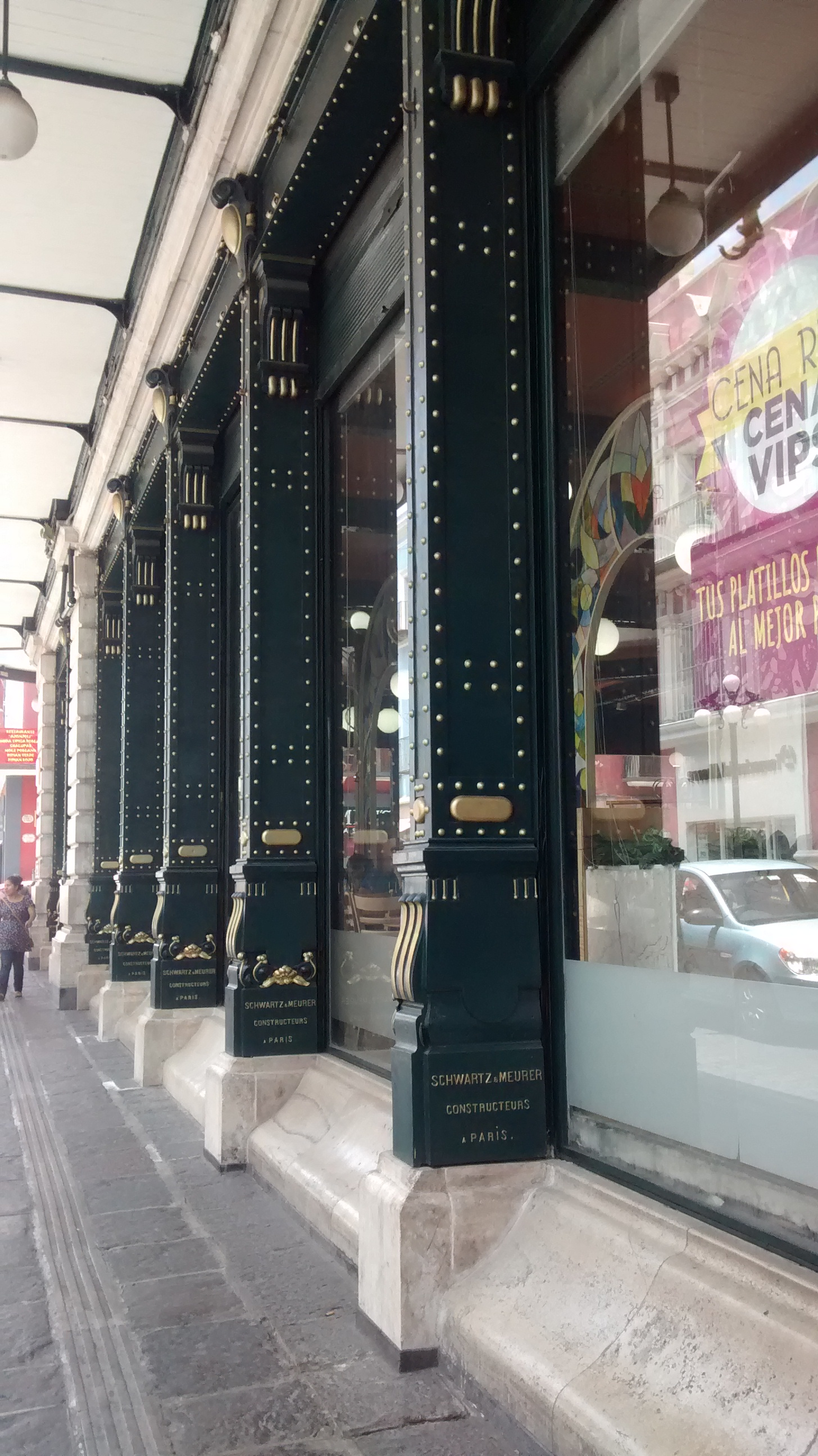
Fachada lateral de Capilla del Arte UDLAP
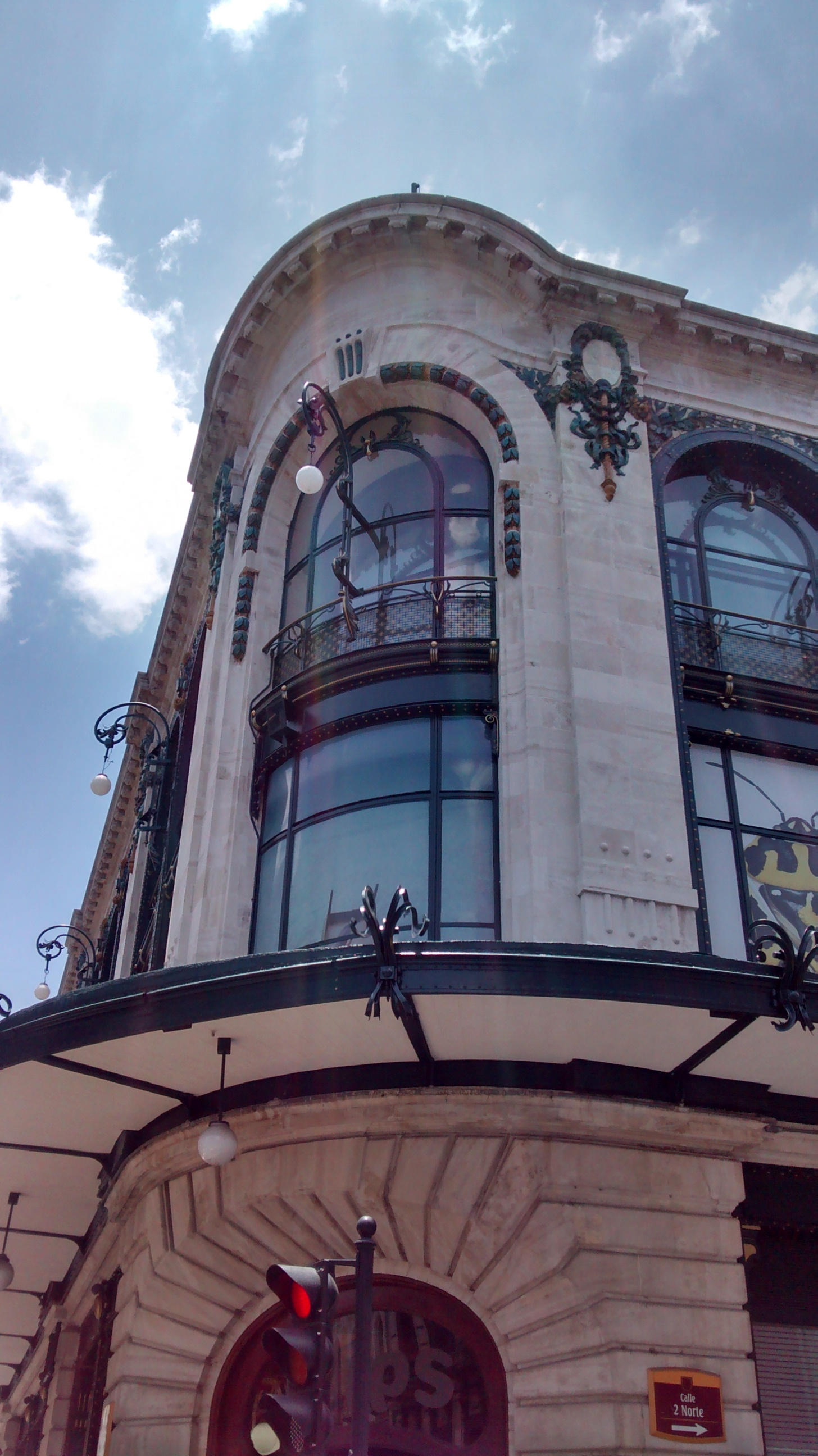
Detalle de la fachada de Capilla del Arte UDLAP
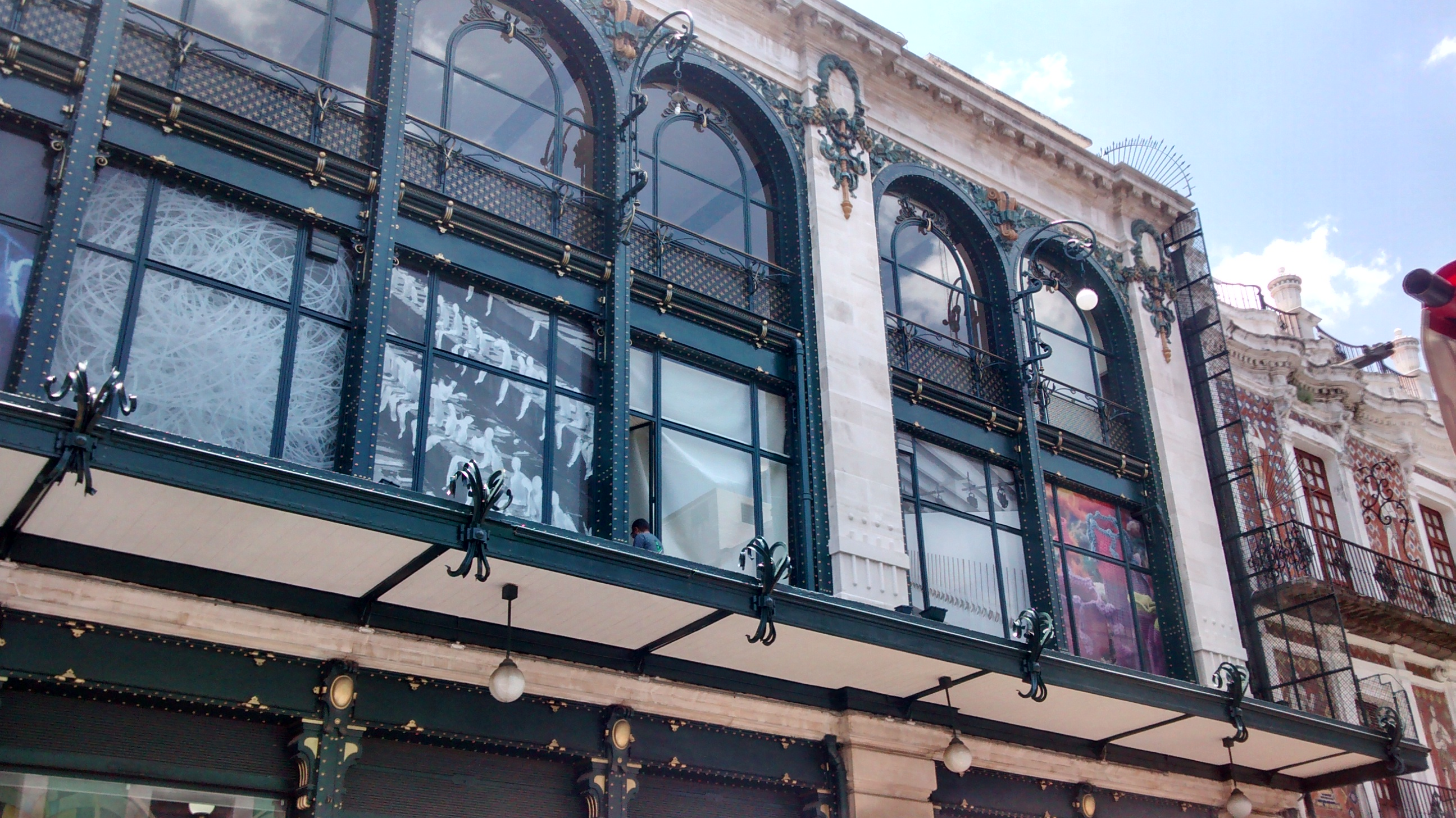
Ventanales de Capilla del Arte UDLAP